# Koszulka Auera

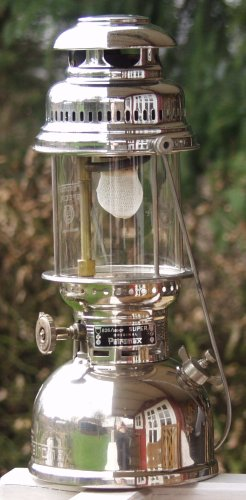
Współczesna ciśnieniowa lampa naftowa, we wnętrzu za szkłem widoczna koszulka Auera

Koszulka Auera (siatka Auera) – siatka z dwutlenku toru ThO2 (99%) i dwutlenku ceru CeO2 (1%), rozżarzająca się w płomieniu gazowo-powietrznym do wysokiej temperatury i wysyłająca silny strumień białego światła. Stosowana jako żarnik w lampach gazowych, przyczyniła się do rozpowszechnienia oświetlenia gazowego w XIX wieku. Wynaleziona przez Carla Auera von Welsbacha. 
Koszulki Auera często dostępne są w handlu w postaci bawełnianych krążków nasyconych nietrwałymi termicznie solami toru i ceru. Podczas pierwszego użycia koszulki bawełna ulega spaleniu, a sole rozkładają się do odpowiednich tlenków, formując siatkę nad palnikiem. Koszulki wypalane fabrycznie są podatne na uszkodzenia podczas transportu, magazynowania i montażu.
Tor jest pierwiastkiem  radioaktywnym. Wprawdzie moc dawki emitowanej przez siatkę żarową jest bardzo niska i nie powoduje zagrożenia zdrowia nawet przy długotrwałym narażeniu, jednak możliwe jest przedostanie się do organizmu pyłu powstającego podczas pracy lub uszkodzenia koszulki, który emituje cząstki alfa i powoduje skażenie promieniotwórcze organizmu. Zamiast toru stosuje się też niepromieniotwórcze cyrkon lub itr.

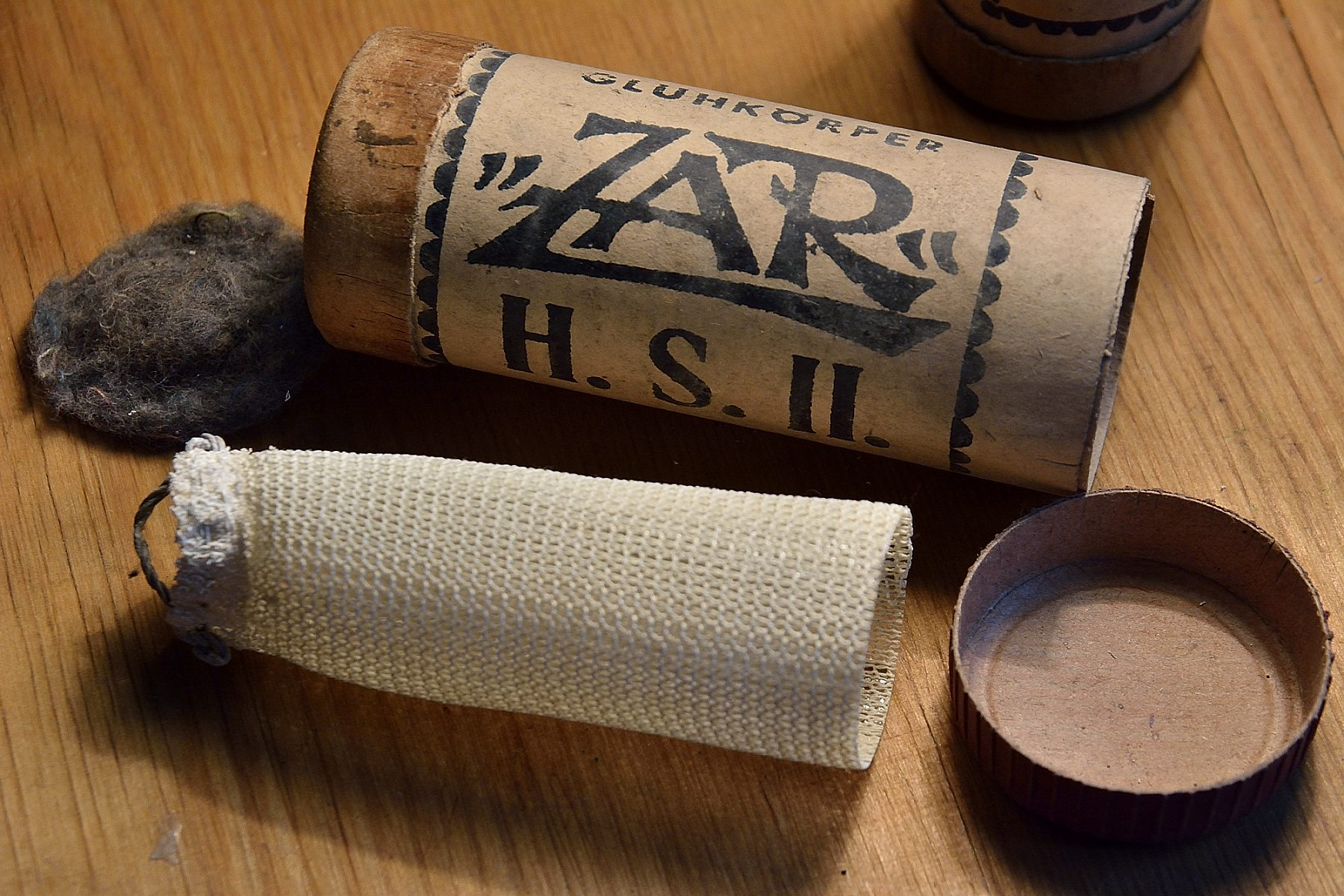
Wypalona fabrycznie siatka żarowa wyprodukowana przez firmę Żar w Nowym Tomyślu podczas okupacji niemieckiej